# Сірінга
Сірінга, також Сірінкс (грец. Συριγξ) — у давньогрецькій міфології — наяда з Аркадії, яку переслідував Пан.
На честь цього міфічного персонажа названо музичний інструмент сиринга.